# Steatoda subannulata
Steatoda subannulata là một loài nhện trong họ Theridiidae.
Loài này thuộc chi Steatoda. Steatoda subannulata được Wladislaus Kulczynski miêu tả năm 1911.